# Magé
Magé là một đô thị thuộc bang Rio de Janeiro, Brasil. Đô thị này có diện tích 386 km², dân số năm 2007 là 232251 người, mật độ 601,7 người/km².